# Демополис (Алабама)
Демополис (англ. Demopolis) — город в США в округе Маренго штата Алабама.

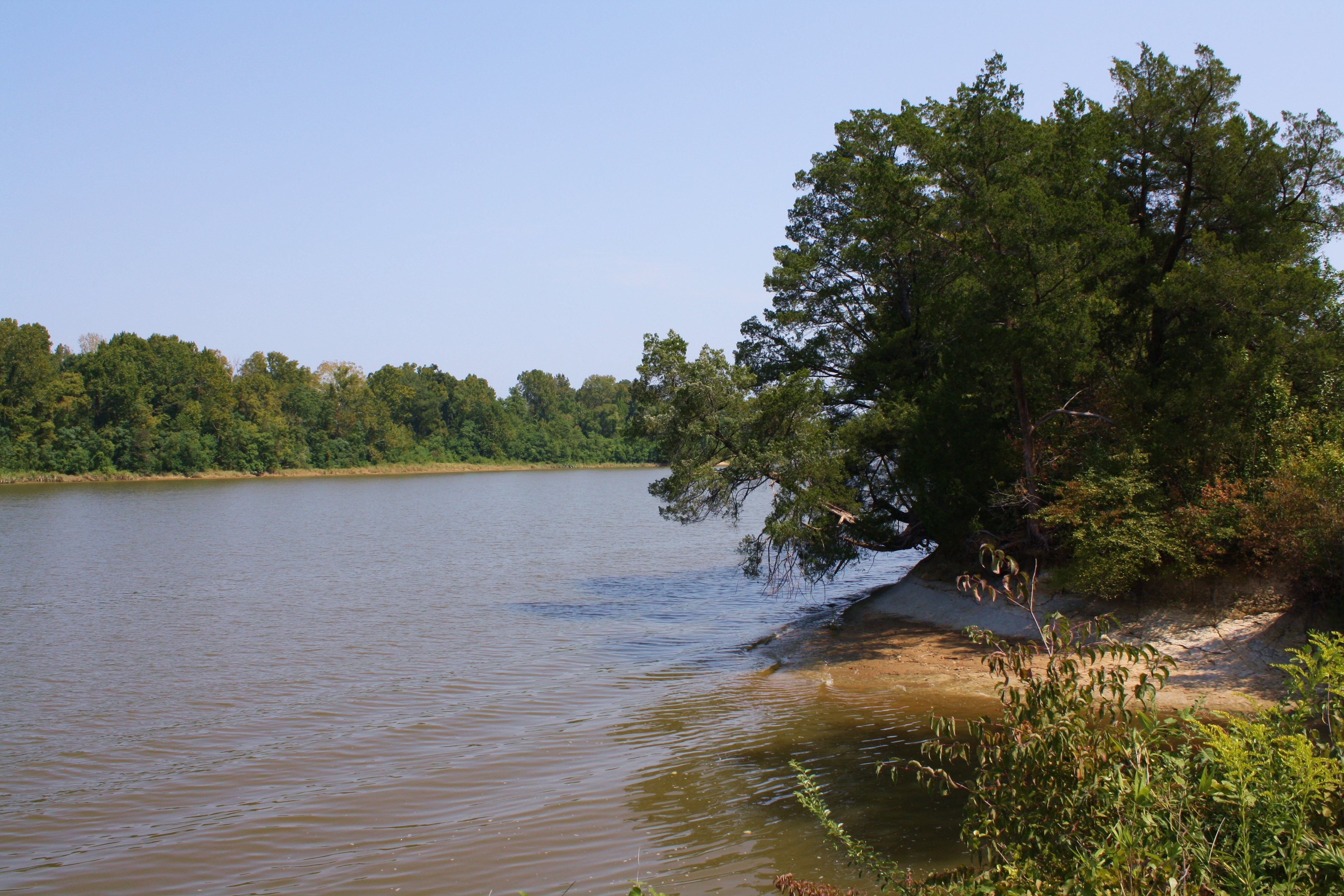
Река Томбигби в Демополисе

Находится в западной Алабаме. Расположен примерно в 160 км к западу от Монтгомери, в месте слияния рек Томбигби и Блэк-Уорриор, образующих судоходный водный путь. Основанный в 1817 году наполеоновскими изгнанниками, которые безуспешно пытались выращивать оливки и виноград, он получил название Демополис (греч.: «Город людей»). В 1830—1860 годах здесь процветало общество хлопковых плантаций, и было построено множество прекрасных особняков в стиле греческого возрождения, включая Гейнсвуд (ок. 1842—1860) и Блафф-холл (1832). Экономическая зависимость от хлопка впоследствии сошла на нет, поскольку сельскохозяйственная деятельность расширилась и стала включать разведение мясного скота, молочное животноводство и лесозаготовки.
Производственные предприятия включают производство бумаги и цемента; пищевая промышленность также важна. Демополис служит воротами из Мобила в систему внутренних водных путей Алабамы. Рекреационная деятельность сосредоточена на близлежащем озере Демополис, образованном плотиной Демополис на реке Томбигби. Парк штата Чикасо находится примерно в 19 км к югу. Основан в 1821 году. Население: (2010 г.) 7483; (2020 г.) 7168.
| 2000 | 2010  | 2020  |
| ---- | ----- | ----- |
| 7540 | ↘7483 | ↘7162 |